# Utica (Missouri)
Utica és una població dels Estats Units a l'estat de Missouri. Segons el cens del 2000 tenia 274 habitants.

## Demografia
Segons el cens del 2000, Utica tenia 274 habitants, 101 habitatges, i 79 famílies. La densitat de població era de 120,2 habitants per km².
Dels 101 habitatges en un 32,7% hi vivien nens de menys de 18 anys, en un 66,3% hi vivien parelles casades, en un 5,9% dones solteres, i en un 20,8% no eren unitats familiars. En el 16,8% dels habitatges hi vivien persones soles el 7,9% de les quals corresponia a persones de 65 anys o més que vivien soles. El nombre mitjà de persones vivint en cada habitatge era de 2,71 i el nombre mitjà de persones que vivien en cada família era de 3,03.
Per edats la població es repartia de la següent manera: un 25,9% tenia menys de 18 anys, un 8,4% entre 18 i 24, un 26,3% entre 25 i 44, un 25,5% de 45 a 60 i un 13,9% 65 anys o més.
L'edat mediana era de 37 anys. Per cada 100 dones de 18 o més anys hi havia 113,7 homes.
La renda mediana per habitatge era de 38.750 $ i la renda mediana per família de 41.458 $. Els homes tenien una renda mediana de 31.667 $ mentre que les dones 18.125 $. La renda per capita de la població era de 16.860 $. Entorn del 8,2% de les famílies i el 9,6% de la població estaven per davall del llindar de pobresa.

## Poblacions més properes
El següent diagrama mostra les poblacions més properes.